# Мирко Бродер
Мирко (Имре) Бродер (Будимпешта, 1911 – Украјина, 1943) био је југословенски шаховски мајстор мађарског порекла. Дипломирао је на Правном факултету у Београду, а службовао је у Сарајеву и Новом Саду.

## Биографија
Његова шаховска каријера почела је да добија на значају 1930. године када је у Новом Саду победио светског шампиона Александра Аљехина у симултанској партији. Током тридесетих година учествовао је на више локалних и националних турнира, међу којима су и првенства Новог Сада где је два пута заузимао друго место, једном четврто и једном освојио прво место, надмашивши тадашњег вишеструког шампиона Николаја Кулжинског. На Националном аматерском турниру у Сомбору 1933. делио је 9 и 10. место, док је наредне године у Београду био други, иза Мирка Шрајбера из Суботице. Победио је на југословенском дописном турниру 1935, а исте године на првом савезном мајсторском турниру освојио је титулу шаховског мајстора, заузевши шесто место.
Као члан југословенске репрезентације наступао је на незваничној шаховској олимпијади у Минхену 1936, где је дао значајан допринос освајању четвртог места. Годину дана касније, на шаховској олимпијади у Стокхолму 1937, забележио је 7,5 поена из 13 партија. Учествовао је и на последњем предратном државном првенству Југославије 1939. у Загребу. Познат је као префињени позициони играч са добрим познавањем шаховске теорије.
Током Другог светског рата био је подвргнут присилном раду од стране мађарских фашиста, а страдао је у нацистичком концентрационом логору у Украјини 1943. године.